# La Cronaca
La Cronaca è stato un quotidiano di Cremona e di Piacenza stampato tra il 2003 e il 2012 e successivamente riedito a Piacenza e Rimini dal novembre 2014 al febbraio 2015.

## Le origini
Edito inizialmente dalla cooperativa di giornalisti Nuova Informazione, il quotidiano ha avuto origine nel 1993 da un'esperienza fallimentare di un gruppo editoriale cremonese composto da imprenditori locali che volevano rompere l'egemonia di informazione costituita dallo storico quotidiano La Provincia, edito dalla Libera Associazione Agricoltori.
Nel 1993, dopo un solo anno in edicola, chiuse i battenti il quotidiano Cronaca Padana e una decina di giornalisti decisero di far nascere una cooperativa editoriale che potesse non disperdere quanto di buono era stato fatto in quei 12 mesi. I giornalisti decisero di partire editando un settimanale, del venerdì, chiamato Nuova Cronaca, alla cui direzione fu chiamato Mario Silla, giornalista cremonese.
Nel settembre 1995 diventò bisettimanale con l'uscita dell'edizione sportiva del lunedì. La mancanza di un editore alle spalle cominciò ben presto a farsi sentire e le difficoltà economiche divennero un pesante macigno nonostante le buone vendite in edicola e gli ottimi risultati nella raccolta pubblicitaria. Il bilancio 1996 chiuse con un pesante passivo, rapportato alle disponibilità dei soci, tutti giornalisti e poligrafici, dipendenti della cooperativa editrice. L'assemblea dei soci però decise di non mollare e affidò l'amministrazione dell'azienda al giornalista Massimo Boselli Botturi, laureato in Economia e Commercio.

## L'edizione piacentina
Nel dicembre 2000 il bisettimanale fu trasformato in quotidiano. La testata divenne La Cronaca. Una cooperativa di giornalisti nel marzo 2003 subentrò nel quotidiano La Voce nuova di Piacenza, fatto nascere un anno prima da un gruppo di imprenditori piacentini.
Chiusa l'esperienza de La Voce nuova di Piacenza l'11 marzo 2003 nacque La Cronaca edizione di Piacenza. Il gruppo editoriale in quegli anni consolidava la propria presenza nei territori cremonese e piacentino, arrivando a contare su una sessantina di dipendenti e duecento collaboratori.

## La chiusura
Il 20 gennaio 2012 l'assemblea dei soci decretava la sospensione delle pubblicazioni, quindi l'edizione del 21 gennaio è stata l'ultima uscita in edicola. Si arrivava a ciò a causa di difficoltà economiche, ritardi nelle sovvenzioni pubbliche e vicende giudiziarie. Tuttavia, a settembre 2014, i problemi giudiziari si sono conclusi con l'assoluzione in secondo grado dell'imputato.

## La riapertura a Piacenza e Rimini e l'ulteriore chiusura
Nel 2014 la cooperativa editoriale piacentina L'Altra Informazione, sostenuta dall'editore della testata di Rimini Nuovo Quotidiano, ha ridato vita al progetto editoriale sotto la dicitura La Cronaca - Nuovo Quotidiano nelle province di Piacenza e Rimini. Il primo numero del nuovo corso è comparso nelle edicole il 18 novembre.
L'edizione piacentina è stata venduta in abbinamento al quotidiano Il Giorno di Milano, mentre quella riminese a Il Messaggero di Roma.
L'esperienza è però durata solo tre mesi: il 27 febbraio 2015 la società editrice ha annunciato la sospensione della pubblicazione di entrambe le edizioni a causa di problemi economico-finanziari.